# Kościół Niepokalanego Serca Najświętszej Maryi Panny w Gorzkowie
Kościół Niepokalanego Serca Najświętszej Maryi Panny w Gorzkowie – rzymskokatolicki kościół rektoralny znajdujący się w Gorzkowie w powiecie bocheńskim województwa małopolskiego.

## Historia kościoła
W 1947 ks. prof. Stanisław Łach, pochodzący rodem z Gorzkowa, kupił działkę budowlaną pod kościół od spadkobierców zmarłego ks. Tomasza Bajdy. Rok później rozpoczęto budowę na podstawie planu inż. W. Ścigalskiego z Tarnowa. W 1949 bp Karol Pękala poświęcił kamień węgielny. Prace nad kościołem trwały do 1950 roku. 27 sierpnia 1950 r. ks. prałat Władysław Kuc, proboszcz z Bochni poświęcił kaplicę. Pierwszą mszę świętą odprawił w niej, pochodzący z Gorzkowa, o. Władysław Lohn, prowincjał jezuitów, były profesor Uniwersytetu Gregorianum w Rzymie. W latach 1953–1954 polichromię kaplicy wykonał A. Żmuda z Krakowa.
Biskup tarnowski Andrzej Jeż dekretem z dnia 28 września 2013 erygował rektorat w Gorzkowie. Na mocy tego dekretu 1 października 2013 Gorzków stał się rektoratem.